# Gregorio de Beteta
Fray Gregorio de Beteta, O.P (provincia de León - Toledo, España 1562) fue un misionero dominico que participó en la evangelización del Nuevo Mundo en el siglo XVI. 

## Primeros años
Tomó hábito de la orden de Santo Domingo en le convento San Esteban de Salamanca el 29 de septiembre de 1533.

## Actividad en América
Pasó al Nuevo Mundo en 1529, en la expedición de García de Lerma. Estuvo destinado en Oaxaca. Misionó en Florida con el padre Luis Cáncer, y después, pasando a Cartagena, en la provincia de Urabá.
En 1552, presentó ante el Consejo de Indias un memorial para poblar la Guayana y la desembocadura del Orinoco.
Fue presentado en 1552 por el rey Carlos Quinto para el obispado de Cartagena, qu rechazó. Aceptada su dejación, volvió como misionero a la Florida.
Vuelve a España donde muere en el convento de San Pedro Mártir de Toledo en 1562.